# Liger

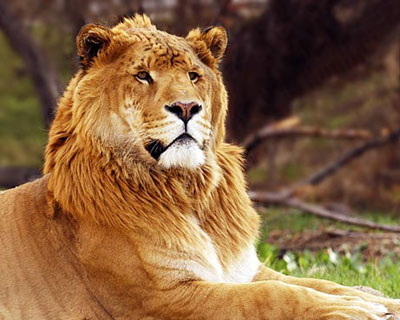
Dieser Liger hat sowohl eine kleine Löwenmähne als auch sehr schwach ausgeprägte Tigerstreifen

Liger sind Hybride, die aus der Kreuzung eines männlichen Löwen (Panthera leo) und eines weiblichen Tigers (Panthera tigris) hervorgehen. Es existiert kein wissenschaftlicher Name der Mischform, eine mögliche Bezeichnung lautet Panthera leo × tigris. Der Begriff „Liger“ ist ein Schachtelwort, das sich aus den Namen der Elterntiere ableitet. Das biologische Gegenstück zum Liger ist der Töwe oder Tigon, der ein Nachkomme eines männlichen Tigers und einer Löwin ist.
Liger kommen nicht in freier Wildbahn vor, sondern werden in Gefangenschaft gezüchtet. Männliche Tiere sind unfruchtbar, sodass eine Fortpflanzung nicht möglich ist, weshalb Liger keine eigene Art darstellen. Vom Aussehen und Verhalten her weisen sie sowohl Löwen- als auch Tigermerkmale auf. Auffällig an Ligern ist ihre Größe, die sie in eine Reihe mit den größten Katzenarten der Erdgeschichte stellt und die auch die anderer Großkatzenhybride übertrifft.

## Beschreibung

### Maße

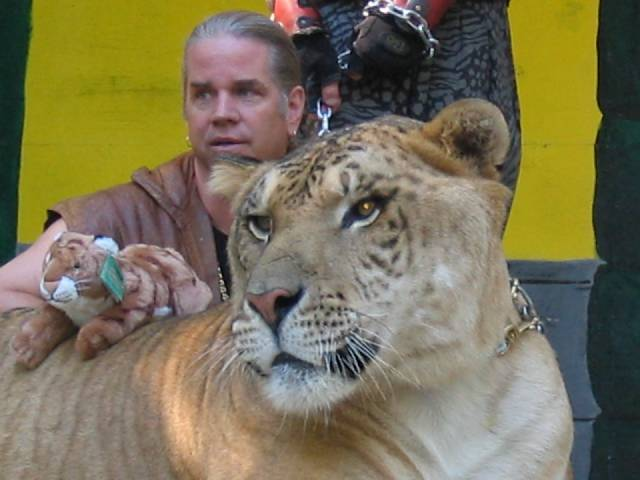
Ein Liger mit dem Tiertrainer Bhagavan Antle

Liger erreichen eine Gesamtlänge von 3 bis 3,5 Metern, womit sie die Größe von sehr großen Sibirischen Tigermännchen erreichen. Ihr Gewicht kann 350 Kilogramm überschreiten. Damit werden Liger bisweilen schwerer als ihre Elternarten: In Einzelfällen (vor allem in Gefangenschaft) können männliche Löwen oder Tiger zwar mehr als 300 Kilogramm wiegen, bleiben aber trotzdem hinter dem maximalen Körpergewicht eines Ligers zurück.
Zieht man ausgestorbene Großkatzen zum Vergleich heran, ist der Liger vergleichbar mit dem Amerikanischen Löwen, dem Mosbacher Löwen oder der Säbelzahnkatze Smilodon populator. Das Gewicht der letzteren wird auf 220–360 Kilogramm geschätzt. Das Guinness-Buch der Rekorde erkennt den Liger Hercules bei einer Größe von 3,3 Metern und einem Gewicht von über 400 Kilogramm als die größte Katze der Welt an. Der größte glaubwürdig überlieferte Wert für die Gesamtlänge eines Sibirischen Tigers beträgt 350 cm over curves (gemessen über alle Körperbiegungen). Das Tier wurde 1943 in Nordostchina erlegt.

### Aussehen

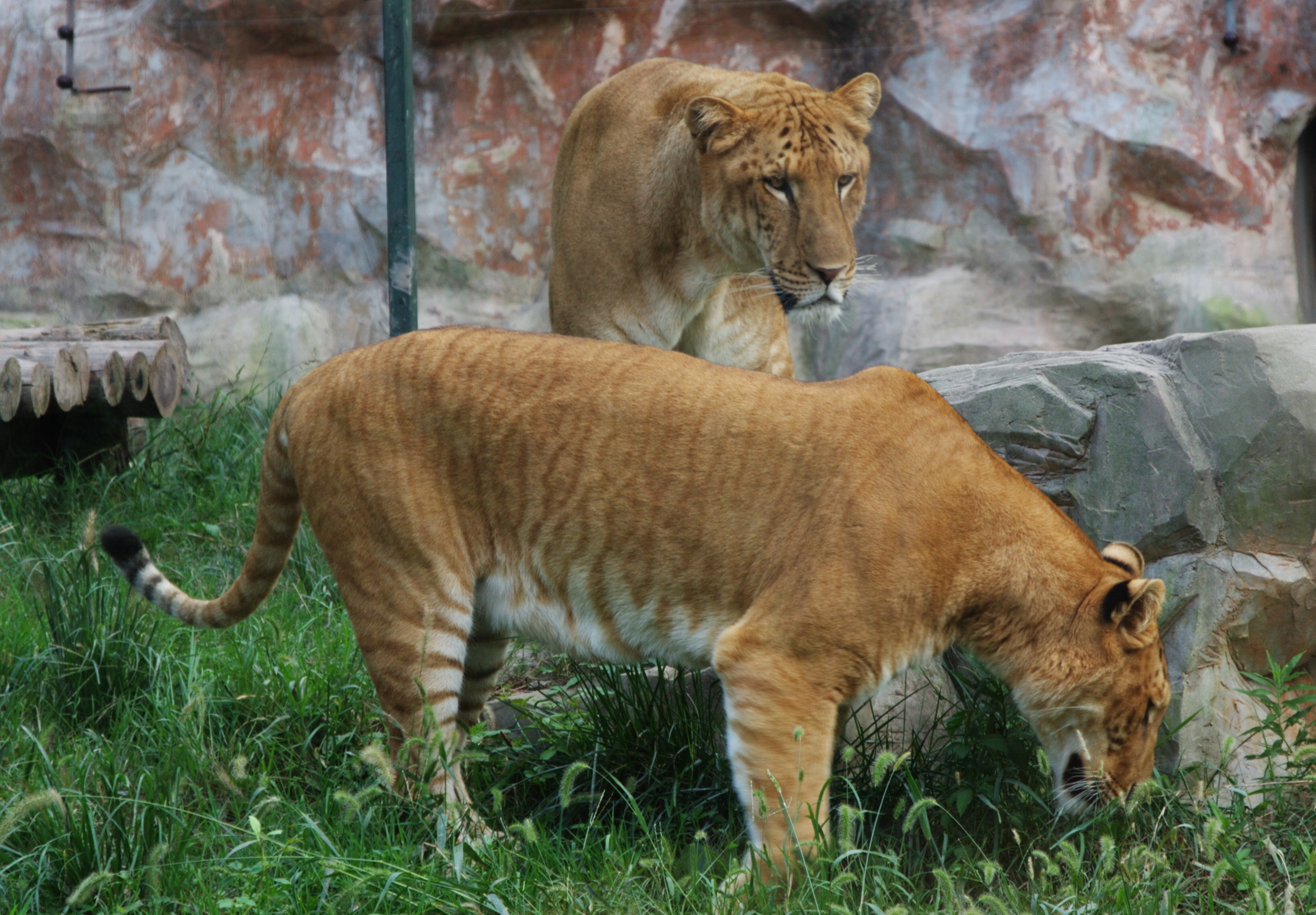
Zwei Liger mit orangefarbenem Fell

Das Aussehen einzelner Liger kann sich stark voneinander unterscheiden und spiegelt verschiedene Merkmale der Elternarten wider. Ein Teil der männlichen Liger hat eine Mähne, die allerdings schwächer als bei Löwen ausgeprägt ist und höher in der Stirn ansetzt. Mitunter haben männliche Liger überhaupt keine Mähne. Andere Liger haben einen „Backenbart“ wie Tiger.
Die Grundfarbe des Fells ist entweder sandfarben wie beim Löwen oder orangefarben wie beim Tiger. Das Fell ist von leichten Streifen durchzogen, die vor allem am hinteren Teil des Körpers stark auftreten. Zusätzlich können die Streifen teilweise in Flecken übergehen. Von der Tigerseite stammt das helle Bauchfell der Liger. Sie haben eine schwarze Schwanzspitze, allerdings fehlt meist die Quaste eines Löwen.

### Verhalten

Ein weiblicher (links) und ein männlicher Liger (rechts)

Liger zeigen sowohl Löwen- als auch Tigerverhalten. Gelegentlich bestehen dabei Gegensätze aufgrund der unterschiedlichen Lebensweise beider Elternarten.
Löwen leben in Rudeln, während Tiger Einzelgänger sind. Vor allem bei weiblichen Ligern besteht daher ein Konflikt, entweder ein sozial eingebundenes Mitglied einer Gruppe oder abgesondert zu sein. Im Gegensatz zu Löwen schwimmen Liger gern und übernehmen damit eine Vorliebe von Tigern. Der Hybrid kann sich in der Form beider Elternarten artikulieren, indem er wie ein Löwe brüllt oder wie ein Tiger „Paff“-Laute ausstößt.
Wie bei allen Hybridarten kann in Einzelfällen das Verhalten des Jungtieres, wenn es sich nach der Art des Vaters richtet, Stress bei der Mutter auslösen.

## Hybridbildung

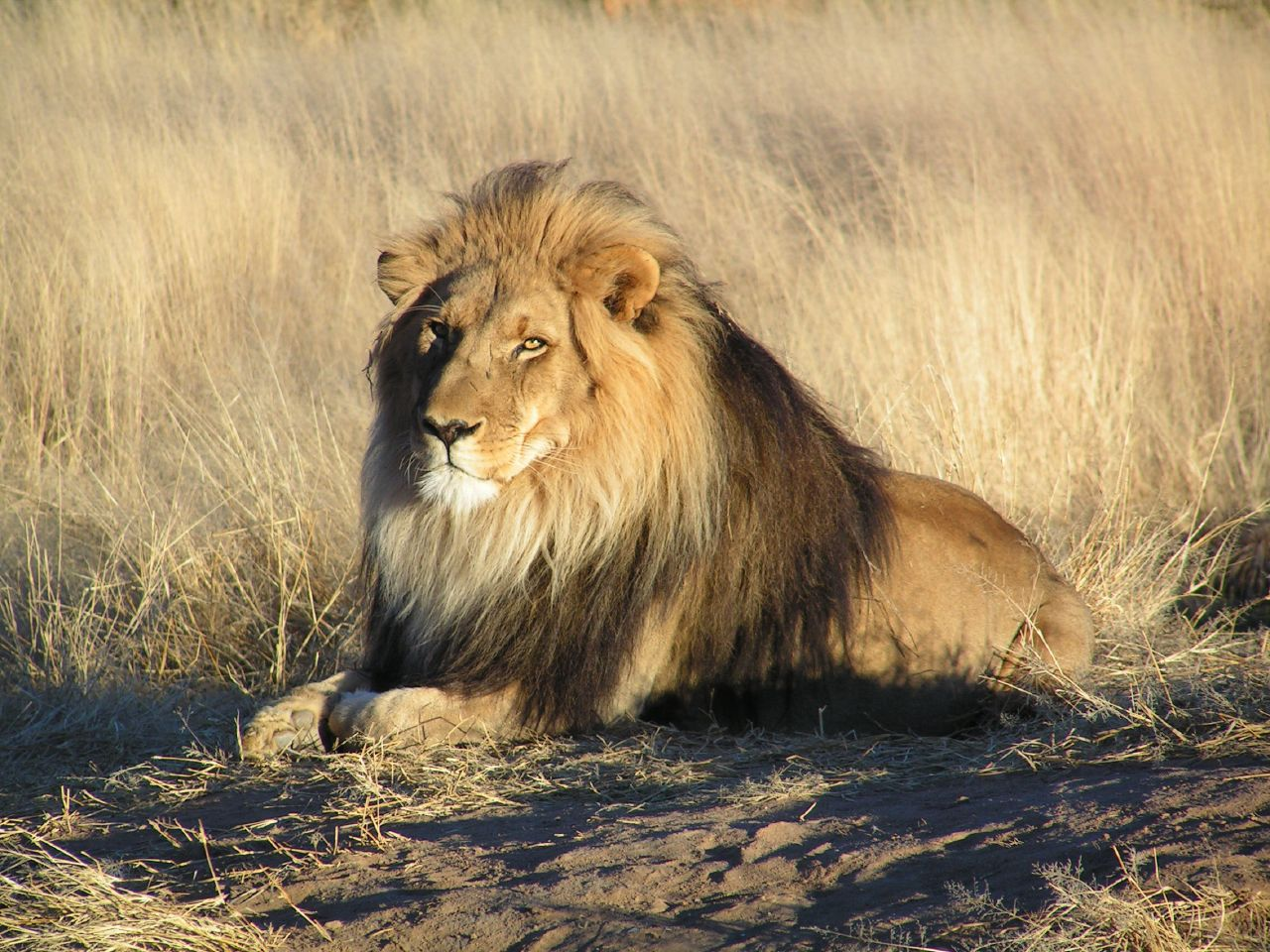
Löwe

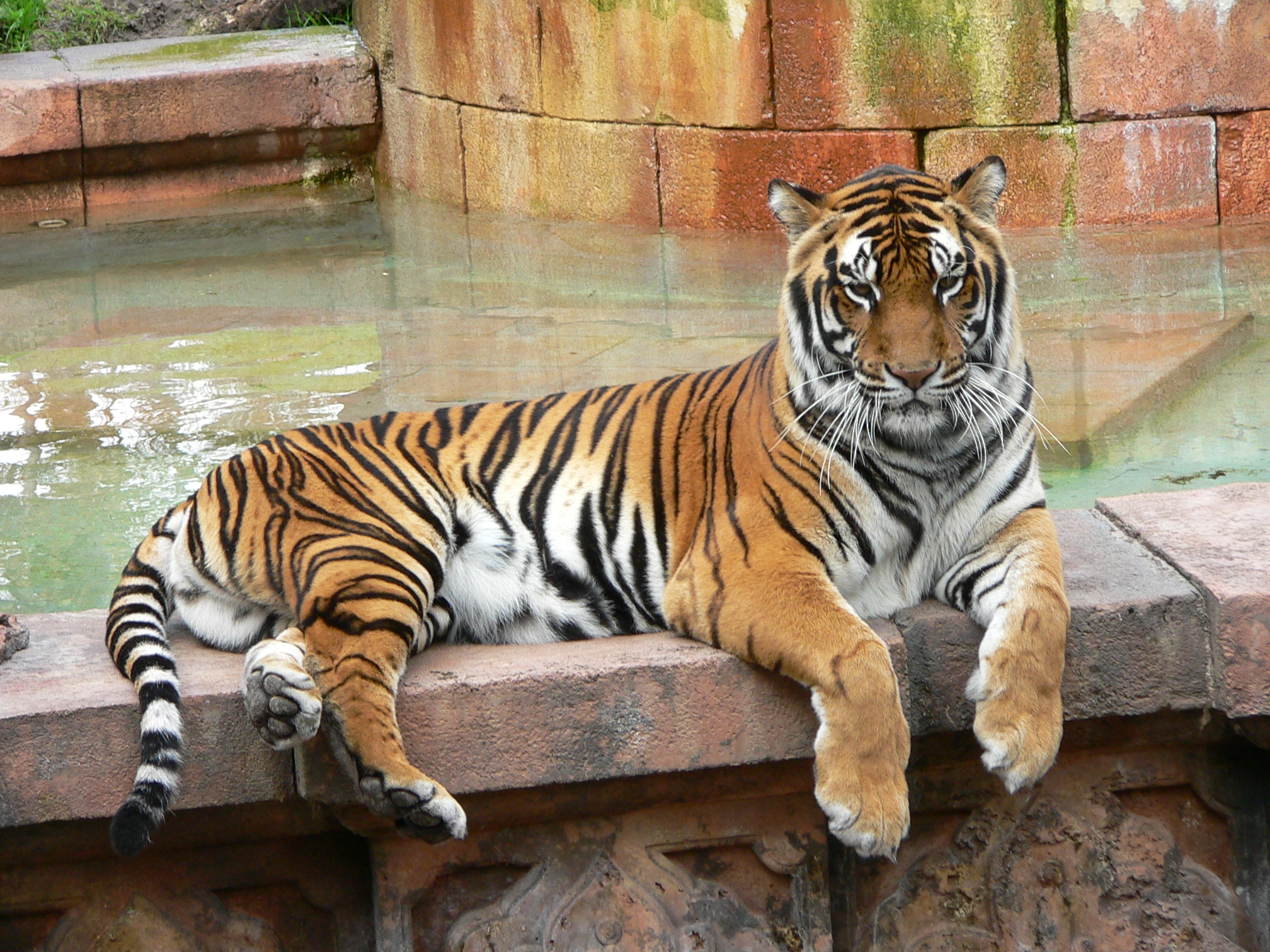
Tiger

Liger kommen in freier Wildbahn nicht vor, da sich die natürlichen Lebensräume ihrer Elternarten gegenwärtig nicht überschneiden. Dies gilt auch für die Unterarten Asiatischer Löwe und Bengaltiger, die beide in Indien vorkommen. Es existieren seit Jahrhunderten Beschreibungen über wildlebende Katzen, die auf Liger zutreffen könnten. Es gibt jedoch keinen Beweis für die Existenz von Ligern außerhalb menschlicher Haltung, obwohl Löwen und Tiger früher jeweils erheblich größere Verbreitungsgebiete bewohnten, sodass zumindest die äußeren Bedingungen für ein Treffen in freier Wildbahn gegeben waren. Wegen des unterschiedlichen Sozialverhaltens beider Arten wäre bei einem zufälligen Treffen in der Natur eine Paarung erschwert.
In Gefangenschaft kann der Fortpflanzungstrieb der Großkatzen dazu führen, dass sie eher bereit sind, sich auch mit artfremden Individuen zu paaren.

## Zucht

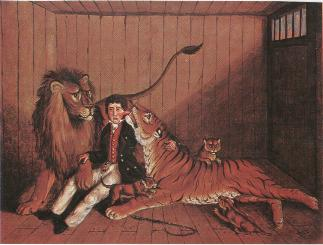
Naive Darstellung einer gemischten Katzenfamilie (19. Jahrhundert)

Die Hybridbildung von Großkatzen in Zoos oder Zirkussen ist teilweise auf Unkenntnis zurückzuführen. Seit dem 19. Jahrhundert wurde die Entstehung von Ligern aber auch planmäßig durchgeführt, um Attraktionen zu gewinnen. Carl Hagenbeck züchtete mehrere Großkatzenhybride für seine Tierschau.
Die Kreuzung von Löwen und Tigern ist nicht risikofrei, da sowohl der Nachwuchs als auch das Muttertier Schaden nehmen können. Liger haben eine erhöhte Wahrscheinlichkeit, Geburtsfehler zu erleiden und früh zu sterben. Die Größe der Liger-Babys kann bei der Geburt gefährlich für die Tigerin sein und eventuell einen Kaiserschnitt erfordern.
Ähnlich wie weiße Löwen und Tiger bringen Liger Besucher in Zoos und Tierparks. Vom Standpunkt der Arterhaltung aus gesehen ist die Zucht solcher Sonderformen allerdings nicht sinnvoll. Mehrere Großkatzen-Unterarten sind vom Aussterben bedroht, sodass die Ressourcen von Zoos und den dort gehaltenen Löwen und Tigern zur Reproduktion dieser Arten benötigt werden.